# Aborie protáhlá
Aborie protáhlá (Aborichthys elongatus) je paprskoploutvá ryba z čeledi Nemacheilidae.
Druh byl popsán roku 1921 indickým ichtyologem Sunderem Lal Horou.

## Popis a výskyt
Maximální délka této ryby je 7,4 cm.
Tělo je bílé s výraznými hnědými pruhy. Tyto pruhy jsou u některých exemplářů spojené. Ocasní ploutev je červená s tmavou skvrnou na horní části. Má tři páry vousků.
Byla nalezena v indickém státu Západní Bengálsko v okrese Dárdžiling. Zde obývá horské potoky a řeky jako je Tista a Relli. Jsou hlášeny také nálezy ve státě Ásám, v řekách Sonkoš, Sijom a Siang. Všechny tyto řeky se vlévají do Brahmaputry. Obývá písčitá a kamenná dna.
Je masožravou rybou.
Občas je využívána jako akvarijní ryba. V akváriu ji lze chovat s dalšími horskými rybami.